# Lucio Fulvio Curvo
Lucio Fulvio Curvo  fue un político y militar romano del siglo IV a. C. perteneciente a la gens Fulvia.

## Familia
Fulvio nació en Tusculum y fue miembro de los Fulvios Curvos, una rama familiar de la gens Fulvia. Fue padre de Marco Fulvio Curvo Petino.

## Carrera pública
Fue cónsul en Tusculum el año 322 a. C., año en que los tusculanos se rebelaron contra Roma. Sin embargo, Fulvio se pasó al bando romano y ejerció la misma magistratura ese mismo año en la propia Roma, batalló con éxito contra sus compatriotas y celebró un triunfo por su victoria. Quizá también luchara contra los samnitas junto con su colega Quinto Fabio Máximo Ruliano. Fue elegido por el dictador Lucio Emilio Mamercino Privernas para ser su magister equitum.